# هارلاند رووي
هارلاند رووي (بالإنجليزية: Harland Rowe)‏ هو لاعب كرة قاعدة أمريكي، ولد في 20 أبريل 1896 في Springvale, Maine ‏ في الولايات المتحدة، وتوفي بنفس المكان في 26 مايو 1969.

## وصلات خارجية
- هارلاند رووي على موقعبيزبول رفرنس.كوم (الدوري الرئيسي) (الإنجليزية)